# 科斯特爾卡 (新賴斯克市鎮)
46°58′55″N 33°27′53″E / 46.98194°N 33.46472°E
科斯特爾卡（烏克蘭語：Костирка），是烏克蘭南部赫爾松州貝里斯拉夫區新赖斯克市镇内的村落。始建於1806年，面積0.7平方公里，海拔高度65米，2001年人口700，人口密度每平方公里994.3人。